# Kamut (település)
Kamut község Békés vármegye Békési járásában.

## Fekvése
Békéscsabától északnyugatra, Murony, Mezőberény és Mezőmegyer közt helyezkedik el.

### Megközelítése
Közigazgatási területének keleti szélén végighúzódik, észak-déli irányban haladva a 47-es főút, így Debrecen, Békéscsaba és Szeged irányából is ez a legkézenfekvőbb közúti megközelítési útvonala. Kelet-nyugati irányban a 4644-es út halad át a község területén, Kondoros (Kétsoprony) és a 44-es főút, illetve Békés és a 470-es főút felől is ezen közelíthető meg. Lakott területeit azonban az említett utak egyike sem érinti igazán: azok között csak a 46 167-es számú mellékút halad végig, amelynek kezdő- és végpontja is a 4644-es út egy-egy kereszteződésénél van, a falu keleti és nyugati szélén.

## Története
Kamut nevét már az Árpád-korban említették az oklevelek és a 12. században már templommal rendelkezett.
A mai Kamut határában, (tőle DNy-ra és ÉNy-ra), két Árpád-kori templom maradványa is előkerült. 
A középkori okmányok alapján két Kamut is volt egymás mellett: Kis- és Nagy-Kamut.
1295-ben Kamawlth, Kamaulther neveken említették, ekkor Theodor fia, Pethe volt a település birtokosa.
1469-ben Békés vármegye itt tartotta egyik törvényszéki gyűlését. A 15. században itt volt a központja a Kamuthy családnak, mely a Békés vármegyei nevesebb birtokos családok közé tartozott.
A fénykorát a 16. század első felében élhette. Ekkor a vármegye a közgyűléseit itt tartotta. 1517-től 1552-ig a vármegye székhelye volt.
A település később, a török időkben és később is többször elpusztult, azonban mindig újraépült.
A 17. század végén református vallású oláhok (románok)  lakták.
1705-ben a rácok (szerbek) pusztították el. 1731-ben még fel lehetett fedezni az egykori templomnak némi maradványait, s a faluban kb. 30 ház volt.
A valamikori két Kamut helyett már csak egy, egységes kamuti pusztát ismertek. Ennek nagyobb részét (a régi Kis-Kamut falu határát egészen, s a régi Nagy-Kamut határának nagy részét) 1770 előtt Békés városához csatolták.
A 19. század végén pusztaként említették. Ekkor semmi épület nem volt már itt.
A mai Kamut 1949-1950-ben létesült.

## Közélete

### Polgármesterei
| Polgármester | Polgármester   | Polgármester |  |
| ------------ | -------------- | ------------ |  |
| 1990–1994    | Laurinyecz Pál | független    |  |
| 1994–1998    | Laurinyecz Pál | független    |  |
| 1998–2002    | Laurinyecz Pál | független    |  |
| 2002–2006    | Laurinyecz Pál | független    |  |
| 2006–2010    | Balog Imréné   | független    |  |
| 2010–2014    | Balog Imréné   | független    |  |
| 2014–2019    | Balog Imréné   | független    |  |
| 2019–2024    | Balog Imréné   | független    |  |
| 2024–        | Vetési Erika   | független    |  |

## Népesség
| Lakosok száma | 1050 | 1032 | 983  | 942  | 940  | 927  |
|               | 2013 | 2014 | 2021 | 2022 | 2023 | 2024 |

2001-ben a település lakosságának közel 100%-a magyar nemzetiségűnek vallotta magát.
A 2011-es népszámlálás során a lakosok 92,5%-a magyarnak, 0,2% németnek, 0,8% szlováknak mondta magát (7,5% nem nyilatkozott; a kettős identitások miatt a végösszeg nagyobb lehet 100%-nál). A vallási megoszlás a következő volt: római katolikus 14%, református 30,3%, evangélikus 3,9%, felekezeten kívüli 34,4% (14,5% nem nyilatkozott).
2022-ben a lakosság 93,7%-a vallotta magát magyarnak, 0,5% szlováknak, 0,2% németnek, 0,2% lengyelnek, 0,1-0,1% ukránnak, cigánynak és románnak, 1,4% egyéb, nem hazai nemzetiségűnek (6,3% nem nyilatkozott; a kettős identitások miatt a végösszeg nagyobb lehet 100%-nál). Vallásuk szerint 17,2% volt református, 8,6% római katolikus, 2,7% evangélikus, 0,4% görög katolikus, 2,1% egyéb keresztény, 0,5% egyéb katolikus, 39,5% felekezeten kívüli (29% nem válaszolt).

## Nevezetességei
- Római katolikus temploma 1997-ben épült, Szent Gellért tiszteletére szentelték fel.
- Index.hu park, melyet 2011. május 14-én avatnak fel.[26]